# 야우넬가바시

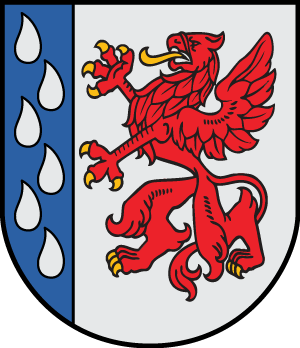
시 문장

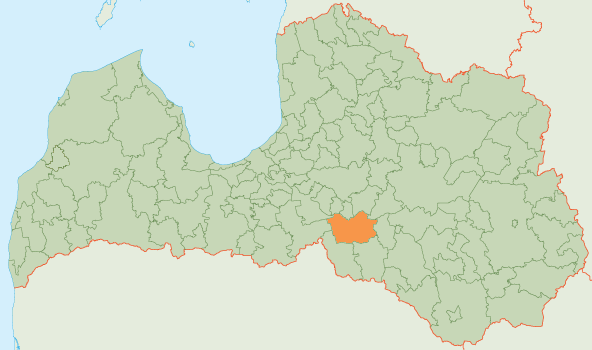
야우넬가바 시의 위치

야우넬가바시(라트비아어: Jaunjelgavas novads)는 라트비아의 지방 자치체로 행정 중심지는 야우넬가바이며 면적은 685km2, 인구는 6,543명(2009년 기준), 인구 밀도는 9.6명/km2이다. 1개 도시, 6개 교구를 관할한다.